# Grand Prix Formule 1 van Korea 2012
De Grand Prix Formule 1 van Korea 2012 werd gehouden op 14 oktober 2012 op het Korean International Circuit. Het was de zestiende race van het jaar.

## Wedstrijdverslag

### Achtergrond

#### DRS-systeem
De zone waarin coureurs hun DRS-systeem kunnen gebruiken als zij binnen één seconde van hun voorganger rijden, is tachtig meter langer dan in 2011. De DRS-zone bevindt zich op het rechte stuk na de tweede bocht en het detectiepunt ligt negentig meter voor de eerste bocht.

### Kwalificatie
Red Bull-coureur Mark Webber behaalde de poleposition, zijn tweede van het jaar. Zijn teamgenoot Sebastian Vettel eindigde de kwalificatie op de tweede plaats. Lewis Hamilton kwalificeerde zijn McLaren op de derde plaats, met Fernando Alonso in zijn Ferrari naast hem. Het Lotus-duo Kimi Räikkönen en Romain Grosjean werd op de plekken vijf en zeven gescheiden door Alonso's teamgenoot Felipe Massa. De Force India van Nico Hülkenberg start op de achtste plaats. De top 10 werd afgesloten door het Mercedes-duo Nico Rosberg en Michael Schumacher.
Narain Karthikeyan zette in zijn HRT geen tijd neer en viel hiermee buiten de 107%-regel. Hij mocht desondanks toch starten in de race.
Marussia-coureur Charles Pic kreeg na afloop van de kwalificatie een straf van 10 plaatsen omdat hij zijn motor wisselde. Het is Pic's negende motor van het jaar waar er slechts acht in een seizoen mogen worden gebruikt. Daniel Ricciardo van Toro Rosso kreeg een straf van 5 plaatsen omdat hij zijn versnellingsbak moest wisselen nadat deze in de kwalificatie kapotging.

### Race
De race werd gewonnen door Sebastian Vettel, nadat hij de als tweede gefinishte Mark Webber in de eerste bocht al had ingehaald. De Ferrari's van Fernando Alonso en Felipe Massa waren derde en vierde. Kimi Räikkönen en Nico Hülkenberg eindigden als vijfde en zesde, voor Romain Grosjean. Het Toro Rosso-duo Jean-Éric Vergne en Daniel Ricciardo eindigden op de achtste en negende plaats, voor Lewis Hamilton, die het laatste punt pakte.

## Vrije trainingen
- Er wordt enkel de top 5 weergegeven.

| Vrije training 1 | Pos | No | Coureur            | Constructeur            | Tijd     |
| ---------------- | --- | -- | ------------------ | ----------------------- | -------- |
| Vrije training 1 | 1   | 4  | Lewis Hamilton     | McLaren-Mercedes        | 1:39.148 |
| Vrije training 1 | 2   | 5  | Fernando Alonso    | Ferrari                 | 1:39.450 |
| Vrije training 1 | 3   | 2  | Mark Webber        | Red Bull Racing-Renault | 1:39.575 |
| Vrije training 1 | 4   | 6  | Felipe Massa       | Ferrari                 | 1:39.854 |
| Vrije training 1 | 5   | 1  | Sebastian Vettel   | Red Bull Racing-Renault | 1:40.088 |
| Vrije training 2 | Pos | No | Coureur            | Constructeur            | Tijd     |
| Vrije training 2 | 1   | 1  | Sebastian Vettel   | Red Bull Racing-Renault | 1:38.832 |
| Vrije training 2 | 2   | 2  | Mark Webber        | Red Bull Racing-Renault | 1:38.864 |
| Vrije training 2 | 3   | 5  | Fernando Alonso    | Ferrari                 | 1:39.160 |
| Vrije training 2 | 4   | 3  | Jenson Button      | McLaren-Mercedes        | 1:39.219 |
| Vrije training 2 | 5   | 7  | Michael Schumacher | Mercedes                | 1:39.330 |
| Vrije training 3 | Pos | No | Coureur            | Constructeur            | Tijd     |
| Vrije training 3 | 1   | 1  | Sebastian Vettel   | Red Bull Racing-Renault | 1:37.642 |
| Vrije training 3 | 2   | 4  | Lewis Hamilton     | McLaren-Mercedes        | 1:38.169 |
| Vrije training 3 | 3   | 3  | Jenson Button      | McLaren-Mercedes        | 1:38.511 |
| Vrije training 3 | 4   | 10 | Romain Grosjean    | Lotus-Renault           | 1:38.582 |
| Vrije training 3 | 5   | 9  | Kimi Räikkönen     | Lotus-Renault           | 1:38.666 |

Testcoureurs:
- Jules Bianchi (Force India-Mercedes; P13)
- Valtteri Bottas (Williams-Renault; P18)
- Giedo van der Garde (Caterham-Renault; P22)
- Dani Clos (HRT-Cosworth; P24)

## Kwalificatie
| Pos                 | No | Coureur            | Constructeur            | Q1        | Q2       | Q3       | Grid |
| ------------------- | -- | ------------------ | ----------------------- | --------- | -------- | -------- | ---- |
| 1                   | 2  | Mark Webber        | Red Bull Racing-Renault | 1:38.397  | 1:38.220 | 1:37.242 | 1    |
| 2                   | 1  | Sebastian Vettel   | Red Bull Racing-Renault | 1:38.208  | 1:37.767 | 1:37.316 | 2    |
| 3                   | 4  | Lewis Hamilton     | McLaren-Mercedes        | 1:39.180  | 1:38.000 | 1:37.469 | 3    |
| 4                   | 5  | Fernando Alonso    | Ferrari                 | 1:39.144  | 1:37.987 | 1:37.534 | 4    |
| 5                   | 9  | Kimi Räikkönen     | Lotus-Renault           | 1:38.887  | 1:38.227 | 1:37.625 | 5    |
| 6                   | 6  | Felipe Massa       | Ferrari                 | 1:38.937  | 1:38.253 | 1:37.884 | 6    |
| 7                   | 10 | Romain Grosjean    | Lotus-Renault           | 1:38.863  | 1:38.275 | 1:37.934 | 7    |
| 8                   | 12 | Nico Hülkenberg    | Force India-Mercedes    | 1:38.981  | 1:38.428 | 1:38.266 | 8    |
| 9                   | 8  | Nico Rosberg       | Mercedes                | 1:38.999  | 1:38.417 | 1:38.361 | 9    |
| 10                  | 7  | Michael Schumacher | Mercedes                | 1:38.808  | 1:38.436 | 1:38.513 | 10   |
| 11                  | 3  | Jenson Button      | McLaren-Mercedes        | 1:38.615  | 1:38.441 |          | 11   |
| 12                  | 15 | Sergio Pérez       | Sauber-Ferrari          | 1:38.630  | 1:38.460 |          | 12   |
| 13                  | 14 | Kamui Kobayashi    | Sauber-Ferrari          | 1:38.719  | 1:38.594 |          | 13   |
| 14                  | 11 | Paul di Resta      | Force India-Mercedes    | 1:38.942  | 1:38.643 |          | 14   |
| 15                  | 18 | Pastor Maldonado   | Williams-Renault        | 1:39.024  | 1:38.725 |          | 15   |
| 16                  | 16 | Daniel Ricciardo   | STR-Ferrari             | 1:38.784  | 1:39.084 |          | 21   |
| 17                  | 17 | Jean-Éric Vergne   | STR-Ferrari             | 1:38.774  | 1:39.340 |          | 16   |
| 18                  | 19 | Bruno Senna        | Williams-Renault        | 1:39.443  |          |          | 17   |
| 19                  | 21 | Vitaly Petrov      | Caterham-Renault        | 1:40.207  |          |          | 18   |
| 20                  | 20 | Heikki Kovalainen  | Caterham-Renault        | 1:40.333  |          |          | 19   |
| 21                  | 25 | Charles Pic        | Marussia-Cosworth       | 1:41.317  |          |          | 24   |
| 22                  | 24 | Timo Glock         | Marussia-Cosworth       | 1:41.371  |          |          | 20   |
| 23                  | 22 | Pedro de la Rosa   | HRT-Cosworth            | 1:42.881  |          |          | 22   |
| 107% tijd: 1:45.082 |    |                    |                         |           |          |          |      |
| 24                  | 23 | Narain Karthikeyan | HRT-Cosworth            | geen tijd |          |          | 23   |

## Race
| Pos | No | Coureur            | Constructeur            | Rondes | Tijd/Oorzaak uitval | Grid | Punten |
| --- | -- | ------------------ | ----------------------- | ------ | ------------------- | ---- | ------ |
| 1   | 1  | Sebastian Vettel   | Red Bull Racing-Renault | 55     | 1:36:28:651         | 2    | 25     |
| 2   | 2  | Mark Webber        | Red Bull Racing-Renault | 55     | +8.231              | 1    | 18     |
| 3   | 5  | Fernando Alonso    | Ferrari                 | 55     | +13.944             | 4    | 15     |
| 4   | 6  | Felipe Massa       | Ferrari                 | 55     | +20.168             | 6    | 12     |
| 5   | 9  | Kimi Räikkönen     | Lotus-Renault           | 55     | +36.739             | 5    | 10     |
| 6   | 12 | Nico Hülkenberg    | Force India-Mercedes    | 55     | +45.301             | 8    | 8      |
| 7   | 10 | Romain Grosjean    | Lotus-Renault           | 55     | +54.812             | 7    | 6      |
| 8   | 17 | Jean-Éric Vergne   | STR-Ferrari             | 55     | +1:09.589           | 16   | 4      |
| 9   | 16 | Daniel Ricciardo   | STR-Ferrari             | 55     | +1:11.787           | 21   | 2      |
| 10  | 4  | Lewis Hamilton     | McLaren-Mercedes        | 55     | +1:19.692           | 3    | 1      |
| 11  | 15 | Sergio Pérez       | Sauber-Ferrari          | 55     | +1:20.062           | 12   |        |
| 12  | 11 | Paul di Resta      | Force India-Mercedes    | 55     | +1:24.448           | 14   |        |
| 13  | 7  | Michael Schumacher | Mercedes                | 55     | +1:29.241           | 10   |        |
| 14  | 18 | Pastor Maldonado   | Williams-Renault        | 55     | +1:34.924           | 15   |        |
| 15  | 19 | Bruno Senna        | Williams-Renault        | 55     | +1:36.902           | 17   |        |
| 16  | 21 | Vitaly Petrov      | Caterham-Renault        | 54     | +1 ronde            | 18   |        |
| 17  | 20 | Heikki Kovalainen  | Caterham-Renault        | 54     | +1 ronde            | 19   |        |
| 18  | 24 | Timo Glock         | Marussia-Cosworth       | 54     | +1 ronde            | 20   |        |
| 19  | 25 | Charles Pic        | Marussia-Cosworth       | 53     | +2 ronden           | 24   |        |
| 20  | 23 | Narain Karthikeyan | HRT-Cosworth            | 53     | +2 ronden           | 23   |        |
| DNF | 22 | Pedro de la Rosa   | HRT-Cosworth            | 16     | Gaskleppen          | 22   |        |
| DNF | 16 | Kamui Kobayashi    | Sauber-Ferrari          | 16     | Schade ongeluk      | 13   |        |
| DNF | 8  | Nico Rosberg       | Mercedes                | 1      | Ongeluk             | 9    |        |
| DNF | 3  | Jenson Button      | McLaren-Mercedes        | 1      | Ongeluk             | 11   |        |

## Standen na de Grand Prix
- Er wordt enkel de top 5 weergegeven.

### Coureurs
| Positie | Nummer | Rijder           | Team                    | Punten |
| ------- | ------ | ---------------- | ----------------------- | ------ |
| 1       | 1      | Sebastian Vettel | Red Bull Racing-Renault | 215    |
| 2       | 5      | Fernando Alonso  | Ferrari                 | 209    |
| 3       | 9      | Kimi Räikkönen   | Lotus-Renault           | 167    |
| 4       | 4      | Lewis Hamilton   | McLaren-Mercedes        | 153    |
| 5       | 2      | Mark Webber      | Red Bull Racing-Renault | 152    |

### Constructeurs
| Positie | Nummers | Team                    | Rijders                         | Punten |
| ------- | ------- | ----------------------- | ------------------------------- | ------ |
| 1       | 1 2     | Red Bull Racing-Renault | Sebastian Vettel Mark Webber    | 367    |
| 2       | 5 6     | Ferrari                 | Fernando Alonso Felipe Massa    | 290    |
| 3       | 3 4     | McLaren-Mercedes        | Jenson Button Lewis Hamilton    | 284    |
| 4       | 9 10    | Lotus-Renault           | Kimi Räikkönen Romain Grosjean  | 255    |
| 5       | 7 8     | Mercedes                | Michael Schumacher Nico Rosberg | 136    |

## Noot
- Dit was de honderdste Grand Prix-start voor de Spaanse coureur Pedro de la Rosa.
- Dit was de 25ste Grand Prix-winst voor Sebastian Vettel.
- Sebastian Vettel won de Zuid-Koreaanse Grand Prix voor de tweede keer.